# Макув-Мазовецький
Ма́кув-Мазове́цький (пол. Maków Mazowiecki) — місто в центрально-східній Польщі, на річці Ожиць.
Адміністративний центр Маковського повіту Мазовецького воєводства.

## Демографія
Демографічна структура станом на 31 березня 2011 року:
|          | Загалом | Допрацездатний вік | Працездатний вік | Постпрацездатний вік |
| -------- | ------- | ------------------ | ---------------- | -------------------- |
| Чоловіки | 4885    | 1016               | 3425             | 444                  |
| Жінки    | 5383    | 1010               | 3235             | 1138                 |
| Разом    | 10268   | 2026               | 6660             | 1582                 |